# W kryjówce mojego ojca
W kryjówce mojego ojca – dramat z 2004 roku, produkcji nowozelandzkiej, w reżyserii Brada McGanna, oparty na powieści Maurice Gee pod tym samym tytułem.

## Zarys fabuły
Paul Prior, reporter wojenny, powraca do domu w niewielkim mieście w Nowej Zelandii, po 17 latach nieobecności. Jego brat Andrew mieszka z synem i żoną. W starej kryjówce swojego ojca Paul spotyka 16-letnią Celię, która odwiedza to odkryte przez siebie miejsce, by w samotności pisać opowiadania. Jak się później okazuje Celia jest córką dawnej dziewczyny Paula - Jackie.
Przekonany przez swoją nauczycielkę sprzed lat, Paul rozpoczyna pracę w miejscowej szkole. Celia jest jedną z jego uczennic. Między nią a Paulem rodzi się przyjaźń. Celia odwiedza Paula, chociaż zabrania jej tego matka - Jackie.
Po pewnym czasie Celia znika, a Paul jest jedną z ostatnich osób, które widziały ją przed zaginięciem, stąd szybko powstają podejrzenia, że ma z nim coś wspólnego. Paul przyznaje, że wiedział o zamiarach opuszczenia rodzinnego miasta przez Celię, jednak twierdzi, że nie wie gdzie dziewczyna w rzeczywistości się znajduje. Wraz z rozwikłaniem śledztwa dotyczącego zniknięcia Celii, wyjawiony zostaje również bolesny sekret z przeszłości Paula, który doprowadził do jego wyjazdu do Europy.

## Obsada
- Matthew Macfadyen jako Paul Prior
- Emily Barclay jako Celia
- Colin Moy jako Andrew
- Miranda Otto jako Penny
- Jodie Rimmer jako Jackie
- Vanessa Riddell jako Iris
- Matther Chamberlain jako Jeff
- Antony Starr jako Gareth
- Jimmy Keen jako Jonathan

## Nagrody i nominacje
Film zdobył kilka nagród na festiwalach filmowych w latach 2004 i 2005, m.in. na TIFF w Toronto w 2004, San Sebastián Film Festival w Hiszpanii w 2004, Seattle International Film Festival w 2005.